# Steiermarks Grand Prix 2021
Steiermarks Grand Prix 2021 (officielt navn: Formula 1 BWT Großer Preis der Steiermark 2021) var et Formel 1-løb, som blev kørt den 27. juni 2021 på Red Bull Ring i Spielberg, Østrig. Det var det ottende løb i Formel 1-sæsonen 2021, og 2. gang Steiermarks Grand Prix blev arrangeret.

## Kvalifikationen
| Pos.               | Nr. | Kører              | Konstruktør           | Del 1    | Del 2    | Del 3    | Grid |
| ------------------ | --- | ------------------ | --------------------- | -------- | -------- | -------- | ---- |
| 1                  | 33  | Max Verstappen     | Red Bull Racing-Honda | 1.04,489 | 1.04,433 | 1.03,841 | 1    |
| 2                  | 77  | Valtteri Bottas    | Mercedes              | 1.04,537 | 1.04,443 | 1.04,035 | 51   |
| 3                  | 44  | Lewis Hamilton     | Mercedes              | 1.04,672 | 1.04,512 | 1.04,067 | 2    |
| 4                  | 4   | Lando Norris       | McLaren-Mercedes      | 1.04,584 | 1.04,298 | 1.04,120 | 3    |
| 5                  | 11  | Sergio Pérez       | Red Bull Racing-Honda | 1.04,638 | 1.04,197 | 1.04,168 | 4    |
| 6                  | 10  | Pierre Gasly       | AlphaTauri-Honda      | 1.04,765 | 1.04,429 | 1.04,236 | 6    |
| 7                  | 16  | Charles Leclerc    | Ferrari               | 1.04,745 | 1.04,646 | 1.04,472 | 7    |
| 8                  | 22  | Yuki Tsunoda       | AlphaTauri-Honda      | 1.04,608 | 1.04,631 | 1.04,514 | 112  |
| 9                  | 14  | Fernando Alonso    | Alpine-Renault        | 1.04,971 | 1.04,582 | 1.04,574 | 8    |
| 10                 | 18  | Lance Stroll       | Aston Martin-Mercedes | 1.04,821 | 1.04,663 | 1.04,708 | 9    |
| 11                 | 63  | George Russell     | Williams-Mercedes     | 1.05,033 | 1.04,671 | N/A      | 10   |
| 12                 | 55  | Carlos Sainz, Jr.  | Ferrari               | 1.04,859 | 1.04,800 | N/A      | 12   |
| 13                 | 3   | Daniel Ricciardo   | McLaren-Mercedes      | 1.05,142 | 1.04,808 | N/A      | 13   |
| 14                 | 5   | Sebastian Vettel   | Aston Martin-Mercedes | 1.05,051 | 1.04,875 | N/A      | 14   |
| 15                 | 99  | Antonio Giovinazzi | Alfa Romeo-Ferrari    | 1.05,092 | 1.04,913 | N/A      | 15   |
| 16                 | 6   | Nicholas Latifi    | Williams-Mercedes     | 1.05,175 | N/A      | N/A      | 16   |
| 17                 | 31  | Esteban Ocon       | Alpine-Renault        | 1.05,217 | N/A      | N/A      | 17   |
| 18                 | 7   | Kimi Räikkönen     | Alfa Romeo-Ferrari    | 1.05,429 | N/A      | N/A      | 18   |
| 19                 | 47  | Mick Schumacher    | Haas-Ferrari          | 1.06,041 | N/A      | N/A      | 19   |
| 20                 | 9   | Nikita Masepin     | Haas-Ferrari          | 1.06,192 | N/A      | N/A      | 20   |
| 107%-tid: 1.09,003 |     |                    |                       |          |          |          |      |
| Kilde:             |     |                    |                       |          |          |          |      |

Noter:
↑1 - Valtteri Bottas blev givet en 5-plads straf for usikker kørsel i pit lanen i løbet af kvalifikationen.
↑2 - Yuki Tsunoda blev givet en 5-plads straf for at køre i vejen for Valtteri Bottas i løbet af kvalifikationen.

## Resultat
| Pos.                                                               | Nr. | Kører              | Konstruktør           | Omgange | Tid/Udgået  | Startpos. | Point |
| ------------------------------------------------------------------ | --- | ------------------ | --------------------- | ------- | ----------- | --------- | ----- |
| 1                                                                  | 33  | Max Verstappen     | Red Bull Racing-Honda | 71      | 1:22.18,925 | 1         | 25    |
| 2                                                                  | 44  | Lewis Hamilton     | Mercedes              | 71      | +35,743     | 2         | 191   |
| 3                                                                  | 77  | Valtteri Bottas    | Mercedes              | 71      | +46,907     | 5         | 15    |
| 4                                                                  | 11  | Sergio Pérez       | Red Bull Racing-Honda | 71      | +47,434     | 4         | 12    |
| 5                                                                  | 4   | Lando Norris       | McLaren-Mercedes      | 70      | +1 omgang   | 3         | 10    |
| 6                                                                  | 55  | Carlos Sainz, Jr.  | Ferrari               | 70      | +1 omgang   | 12        | 8     |
| 7                                                                  | 16  | Charles Leclerc    | Ferrari               | 70      | +1 omgang   | 7         | 6     |
| 8                                                                  | 18  | Lance Stroll       | Aston Martin-Mercedes | 70      | +1 omgang   | 9         | 4     |
| 9                                                                  | 14  | Fernando Alonso    | Alpine-Renault        | 70      | +1 omgang   | 8         | 2     |
| 10                                                                 | 22  | Yuki Tsunoda       | AlphaTauri-Honda      | 70      | +1 omgang   | 11        | 1     |
| 11                                                                 | 7   | Kimi Räikkönen     | Alfa Romeo-Ferrari    | 70      | +1 omgang   | 18        |       |
| 12                                                                 | 5   | Sebastian Vettel   | Aston Martin-Mercedes | 70      | +1 omgang   | 14        |       |
| 13                                                                 | 3   | Daniel Ricciardo   | McLaren-Mercedes      | 70      | +1 omgang   | 13        |       |
| 14                                                                 | 31  | Esteban Ocon       | Alpine-Renault        | 70      | +1 omgang   | 17        |       |
| 15                                                                 | 99  | Antonio Giovinazzi | Alfa Romeo-Ferrari    | 70      | +1 omgang   | 15        |       |
| 16                                                                 | 47  | Mick Schumacher    | Haas-Ferrari          | 69      | +2 omgange  | 19        |       |
| 17                                                                 | 6   | Nicholas Latifi    | Williams-Mercedes     | 68      | +3 omgange  | 16        |       |
| 18                                                                 | 9   | Nikita Masepin     | Haas-Ferrari          | 68      | +3 omgange  | 20        |       |
| Ret                                                                | 63  | George Russell     | Williams-Mercedes     | 36      | Motor       | 10        |       |
| Ret                                                                | 10  | Pierre Gasly       | AlphaTauri-Honda      | 1       | Sammenstød  | 6         |       |
| Hurtigste omgang: Lewis Hamilton (Mercedes) - 1.07,058 (omgang 71) |     |                    |                       |         |             |           |       |
| Kilde:                                                             |     |                    |                       |         |             |           |       |

Noter:
↑1 - Inkluderer point for hurtigste omgang.

## Stilling i mesterskaberne efter løbet
| Pos. | Kører           | Point |
| ---- | --------------- | ----- |
| 1    | Max Verstappen  | 156   |
| 2    | Lewis Hamilton  | 138   |
| 3    | Sergio Pérez    | 96    |
| 4    | Lando Norris    | 86    |
| 5    | Valtteri Bottas | 74    |

| Pos. | Konstruktør      | Point |
| ---- | ---------------- | ----- |
| 1    | Red Bull-Honda   | 252   |
| 2    | Mercedes         | 212   |
| 3    | McLaren-Mercedes | 120   |
| 4    | Ferrari          | 108   |
| 5    | AlphaTauri-Honda | 46    |